# Wola Nosowa
Wola Nosowa – uroczysko-dawna miejscowość, nieistniejąca wieś w województwie świętokrzyskim w powiecie koneckim w gminie Gowarczów.
W latach 1975–1998 administracyjnie należała do województwa kieleckiego.

## Historia
W 1439 roku Męcina z Gowarczowa prawdopodobnie otrzymał tę wieś, a w 1507 roku Małgorzata ze Śmidelskich nabyła od siostry Katarzyny Gowarczów i wieś Wola Nosowa.
W 1827 roku wieś miała 17 domów, 117 mieszkańców i 183 morgi obszaru.
W latach 1867–1954 należała do gminy Gowarczów w powiecie koneckim, początkowo w guberni kieleckiej, a od 1919 w woj. kieleckim. Tam 4 listopada 1933 utworzyła gromadę o nazwie Wola Nosowa w gminie Gowarczów. 1 kwietnia 1939 wraz z główną częścią powiatu koneckiego została włączona do woj. łódzkiego.
Podczas II wojny światowej włączony do Generalnego Gubernatorstwa (dystrykt radomski), nadal jako gromada w gminie Gowarczów, licząca w 1943 roku 152 mieszkańców. Po wojnie początkowo w województwie łódzkim, a od 6 lipca 1950 ponownie w województwa kieleckim, jako jedna z 25 gromad gminy Gowarczów w powiecie koneckim.
Likwidacja Woli Nosowej wiąże się z istniejący w okolicy od końca XIX wieku poligonu wojskowego Barycz. Na początku lat 1950. został on rozbudowany i wówczas z tych terenów wysiedlono mieszkańców wsi: Budki, Eugeniów, Gąsiorów, Gródek, Huta (Stara), Januchta, Józefów, Kacprów, Ludwinów, Stefanów, Wola Nosowa i Zapniów. Jednak już na przełomie lat 50. i 60. poligon zlikwidowano, a od 1 stycznia 1959 roku utworzono na tym terenie nadleśnictwo Barycz, którego głównym celem było zalesienie ponad 4000 ha gruntów rolnych byłego poligonu.
Dzisiaj na terenie lasu w miejscu dawnych zabudowań znajdują się resztki fundamentów oraz krzyż, a w miejscowości Brzeźnica krzyż i pamiątkowe tablice z 2005 roku. Tablica po lewej stronie poświęcona jest leśnikom i robotnikom leśnym pracującym tutaj w latach 1960–1975, natomiast tablica po prawej stronie mieszkańcom wsi, którzy mieszkali na tych terenach przed wysiedleniem.